# Erzenhausen
Erzenhausen ist eine Ortsgemeinde im Landkreis Kaiserslautern in Rheinland-Pfalz. Sie gehört der Verbandsgemeinde Weilerbach an, innerhalb derer sie gemessen an der Einwohnerzahl die drittkleinste Ortsgemeinde darstellt.

## Geographie

### Lage
Erzenhausen liegt 13 Kilometer nordwestlich von Kaiserslautern im Nordpfälzer Bergland in dessen Teilbereich Obere Lauterhöhen. Nachbargemeinden sind – im Uhrzeigersinn – Rothselberg, Frankelbach, Sulzbachtal, Eulenbis, Weilerbach, Schwedelbach und Kollweiler. die Böden im Gemeindegebiet sind sehr reich an Erz.

### Erhebungen und Gewässer
Im Norden befindet sich der 452,4 Meter hohe Perlenberg. Im Nordosten der Gemarkung an der Grenze zu Eulenbis erstreckt sich der 422 Meter hohe Eulenkopf. Der Rischbach bildet im Süden die Gemarkungsgrenze zu Weilerbach. Von links nimmt er den Saubach auf, der mitten durch das Siedlungsgebiet fließt.

## Geschichte
Die erste Erwähnung fand Erzenhausen im Jahr 1445 im Güterverzeichnis des Klosters Otterberg als Atzenhauser Hof beziehungsweise Erzenhußen, der Klosterbesitz war.
Der Ortsname wandelte sich mit den Jahrhunderten:
| Jahr | Ortsname     |
| ---- | ------------ |
| 1445 | Erzenhußen   |
| 1592 | Ertzenhausen |
| 1768 | Ertzenhaußen |
| 1810 | Erzenhausen  |

Von 1798 bis 1814, als die Pfalz Teil der Französischen Republik (bis 1804) und anschließend Teil des Napoleonischen Kaiserreichs war, war Erzenhausen in den Kanton Kaiserslautern eingegliedert und unterstand der Mairie Weilerbach. 1815 hatte der Ort 386 Einwohner. Im selben Jahr wurde er Österreich zugeschlagen. Bereits ein Jahr später wechselte der Ort wie die gesamte Pfalz in das Königreich Bayern. Von 1818 bis 1862 gehörte er dem Landkommissariat Kaiserslautern an; aus diesem ging das Bezirksamt Kaiserslautern  hervor.
Ab 1939 war er Bestandteil des Landkreises Kaiserslautern. Nach dem Zweiten Weltkrieg wurde Erzenhausen innerhalb der französischen Besatzungszone Teil des damals neu gebildeten Landes Rheinland-Pfalz. Im Zuge der ersten rheinland-pfälzischen Verwaltungsreform wurde der Ort 1972 Bestandteil der neu gebildeten Verbandsgemeinde Weilerbach.

## Politik

### Gemeinderat
Der Gemeinderat in Erzenhausen besteht aus zwölf Ratsmitgliedern, die bei der Kommunalwahl am 9. Juni 2024 in einer personalisierten Verhältniswahl gewählt wurden, und dem ehrenamtlichen Ortsbürgermeister als Vorsitzendem.
Die Sitzverteilung im Gemeinderat:
| Wahl | SPD | FWG | WGW | Gesamt   |
| ---- | --- | --- | --- | -------- |
| 2024 | –   | 7   | 5   | 12 Sitze |
| 2019 | 2   | 6   | 4   | 12 Sitze |
| 2014 | 3   | 5   | 4   | 12 Sitze |
| 2009 | 2   | 5   | 5   | 12 Sitze |
| 2004 | 4   | 3   | 5   | 12 Sitze |

- FWG = Freie Wählergruppe Erzenhausen e. V.
- WGW = Wählergruppe Wilking Erzenhausen e. V.

### Bürgermeister
Andreas Jahnke (FWG) wurde am 3. Juli 2024 Ortsbürgermeister von Erzenhausen. Bei der Direktwahl am 9. Juni 2024 war er als einziger Bewerber mit einem Stimmenanteil von 82,1 % für fünf Jahre gewählt worden.
Sein Vorgänger Klaus Urschel (FWG) hatte das Amt 2006 von Gerhard Maue übernommen und kandidierte bei der Wahl 2024 nicht erneut als Ortsbürgermeister.

### Wappen
| Wappen von Erzenhausen | Blasonierung: „Von Schwarz und Gold geteilt, oben ein silberner Bergwerkshammer, mit einem silbernen Schlägel schräggekreuzt, unten eine blaue Pflugschar, beseitet von je einem dreiblättrigen grünen Kleeblatt mit Stängel.“ |
| Wappen von Erzenhausen | |

## Kultur und Sehenswürdigkeiten

### Kulturdenkmäler

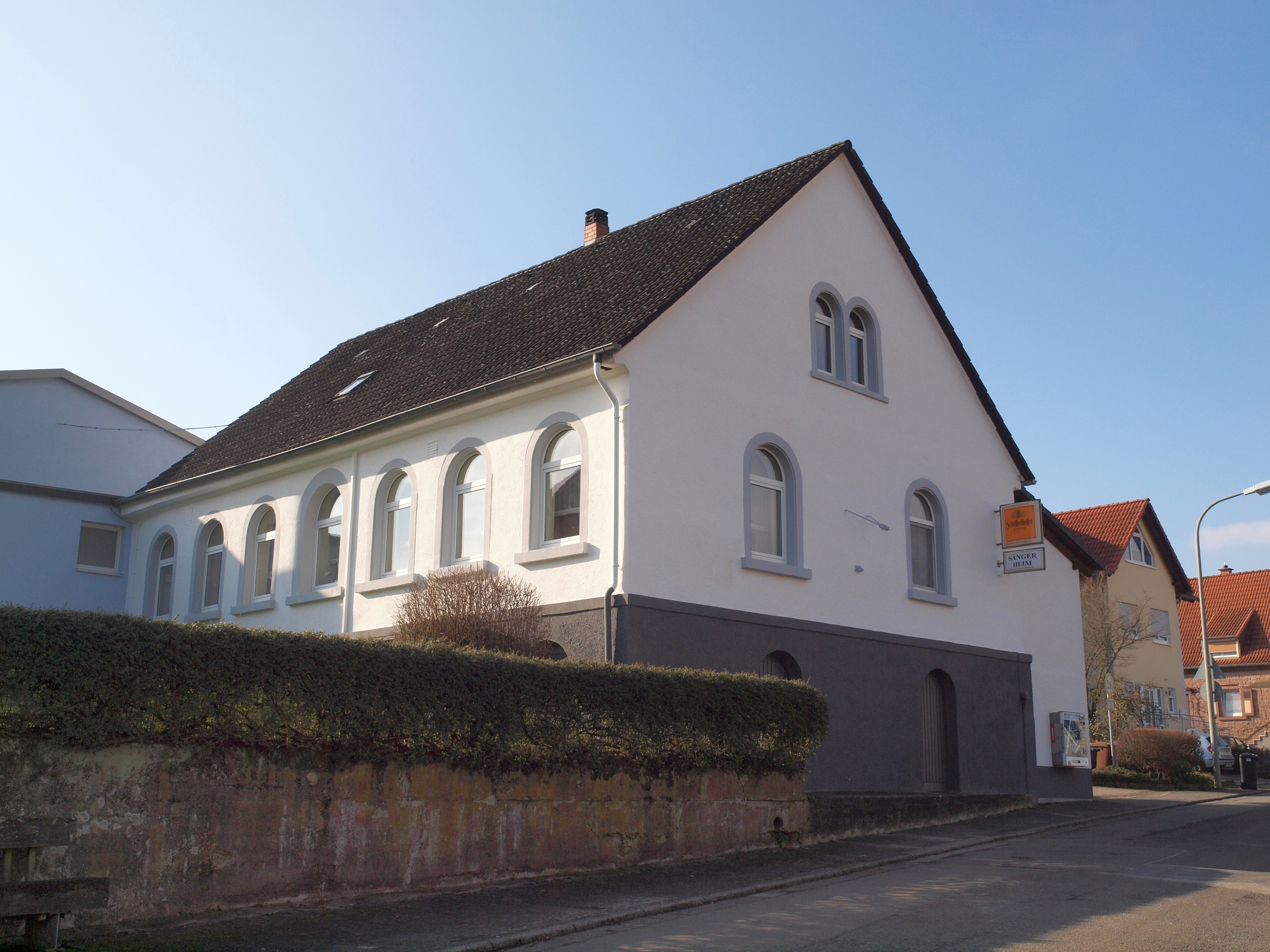
Denkmalgeschütztes ehemaliges Schulhaus

Vor Ort befinden sich insgesamt zwei Objekte, die unter Denkmalschutz stehen.

### Natur
Innerhalb der Gemeindegemarkung erstreckt sich das Naturschutzgebiet Magerwiesen am Eulenkopf. Mit einer Tropfsteinhöhle im Norden der Gemeinde existiert außerdem ein Naturdenkmal.

### Regelmäßige Veranstaltungen
Jedes letzte Wochenende im Juni findet regelmäßig das Dorffest statt. Ende August findet regelmäßig die Kerwe in der Gemeinde statt.

## Wirtschaft und Infrastruktur

### Wirtschaft
Erzenhausen ist am Reichswald berechtigt. Ab dem Mittelalter wurde vor Ort Erz abgebaut.

### Verkehr
Der Öffentliche Nahverkehr ist in den Verkehrsverbund Rhein-Neckar (VRN) integriert. Die Gemeinde ist durch die A 6 (Anschlussstelle: Kaiserslautern-West) an das Autobahnnetz angebunden. Die Die Kreisstraße 18 verbindet den Ort mit Schwedelbach und Weilerbach.

## Söhne und Töchter der Gemeinde
- Johann Niclas Müller (1669–1732), Mühlentechniker